# 黑龍江省語言文字工作委員會
黑龍江省语言文字工作委员会，簡稱黑龍江省語委，主管黑龍江省的語言文字工作。2013年，主任孙东生（兼任黑龙江省副省长），